# Das Geheimnis von Brinkenhof
Das Geheimnis vom Brinkenhof ist ein deutsches Stummfilmmelodram aus dem Jahre 1923. Unter der Regie von Svend Gade spielt Henny Porten die Hauptrolle. Der Geschichte liegt der Roman Die Brinkschulte (1913) von Joseph von Lauff zugrunde.

## Handlung
Maria Brinkenhof ist nach dem plötzlichen Tode ihres Vaters Herrin eines stattlichen Herrenhofes im Sauerland geworden. Nachdem dieses Familienanwesen durch ein Feuer zerstört wurde, baut Maria den Hof wieder auf und führt ihn, hart arbeitend und mit viel Disziplin, mit klaren Prinzipien zu neuem wirtschaftlichem Erfolg. Doch eines Tages kehrt Jasper, der verbrecherische Bruder ihres Vaters, aus den Vereinigten Staaten nach Deutschland heim und will selber Herr auf Brinkenhof werden. Maria schart ihre Freunde, Angestellten und die Dörfler der Umgebung hinter sich, die ebenfalls den hinterhältigen Jasper von der Inbesitznahme abhalten wollen. Doch da gibt es, wie der dritte Akt zeigt, ein finsteres Geheimnis in ihrer Vergangenheit. Jaspar weiß davon, und er will dieses Wissen als Hebel benutzen, um Maria vom Hof zu drängen.

## Produktionsnotizen
Das Geheimnis von Brinkenhof entstand in Amecke im Sauerland (Außenaufnahmen). Der Film passierte am 12. Dezember 1923 die Zensur und wurde am 25. Dezember 1923 im Berliner Alhambra-Kino am Kurfürstendamm uraufgeführt. Der Film besaß sechs Akte, verteilt auf 2311 Meter, und wurde mit Jugendverbot belegt.
Die Filmbauten wurden von Regisseur Gade entworfen und von Heinrich Beisenherz ausgeführt.

## Kritiken
Wiens Neue Freie Presse schrieb 1924: „… Alle diese dramatischen Positionen hat die Regie in packender Weise verwertet, ohne sich dabei Uebertreibungen zu verlieren. Die Regie-Intentionen kommt die Photographie verständnisvoll entgegen. (…) Henny Porten spielt die Maria Brinkenhof. So reizend sie im heiteren Fach ist, liegt ihre Stärke doch in ernsten Rollen. Da ist sie wahre Künstlerin …“

„Mit der Rückkehr zu den dramatischen Unterhaltungsbedürfnissen des Stammpublikums von Henny Porten geht gerade in einer so krisenhaften Realität wie 1923 einher, ein Happy End zu gewähren. Svend Gade … versucht, die ländliche Idylle mit Helldunkel-Effekten und harten Einschnitten traumatischer Erlebnisse zu überformen und dem Film einen phantasmagorischen Unterton zu geben, gegen den Henny Porten als unbeschränkte Mittelpunktsfigur souverän anspielt.“